# Bernac, Charente
Bernac är en kommun i departementet Charente i regionen Nouvelle-Aquitaine i västra Frankrike. Kommunen ligger  i kantonen Villefagnan som ligger i arrondissementet Confolens. År 2022 hade Bernac 463 invånare.

## Befolkningsutveckling
Antalet invånare i kommunen Bernac
Referens:INSEE